# Cerococcus quercus
Cerococcus quercus är en insektsart som beskrevs av Comstock 1882. Cerococcus quercus ingår i släktet Cerococcus och familjen Cerococcidae. Inga underarter finns listade i Catalogue of Life.